# ذكاء عام اصطناعي
الذكاء العام المصطنع (AGI) (بالإنجليزية: Artificial general intelligence) هو ذكاء الآلة التي لديها القدرة على فهم أو تعلم أي مهمة فكرية يمكن للإنسان القيام بها. إنه هدف أساسي لبعض أبحاث الذكاء الاصطناعي وموضوع شائع في الخيال العلمي والدراسات المستقبلية. يشير بعض الباحثين إلى الذكاء العام الاصطناعي باسم «الذكاء الاصطناعى القوي»، «الذكاء الاصطناعى الكامل» أو كقدرة الجهاز على أداء «الفعل الذكي العام»
حتفظ البعض الآخر بـ «الذكاء الاصطناعي القوي» للآلات القادرة تعاني من الوعي.
تؤكد بعض المراجع على التمييز بين الذكاء الاصطناعى القوي و «الذكاء الاصطناعى المطبق» (وتسمى أيضًا «الذكاء الضيق» أو «الذكاء الاصطناعى الضعيف»): استخدام البرنامج لدراسة أو إنجاز مهام محددة لحل المشكلات أو التفكير. الذكاء الاصطناعي الضعيف، على عكس الذكاء الاصطناعي القوي، لا يحاول أداء المجموعة الكاملة من القدرات المعرفية البشرية. اعتبارا من عام 2017، تقوم أكثر من أربعين منظمة في جميع أنحاء العالم بإجراء أبحاث نشطة حول (AGI).

## المتطلبات
تم اقتراح معايير مختلفة للذكاء (أشهرها اختبار تورينغ) ولكن حتى الآن، لا يوجد تعريف يرضي الجميع. ومع ذلك، هناك اتفاق واسع بين باحثي الذكاء الاصطناعي على أن الذكاء مطلوب للقيام بما يلي:
- السبب، واستخدام الإستراتيجية، وحل الألغاز، وإصدار الأحكام في ظل عدم اليقين.
- تمثيل المعرفة، بما في ذلك المعرفة المنطقية.
- خطة.
- تعلم.
- التواصل باللغة الطبيعية.
- ودمج كل هذه المهارات نحو الأهداف المشتركة.

تشمل القدرات الهامة الأخرى القدرة على الإحساس (على سبيل المثال، انظر) والقدرة على التصرف (مثل نقل الأشياء ومعالجتها) في العالم حيث يجب ملاحظة السلوك الذكي.ويشمل ذلك القدرة على اكتشاف الخطر والاستجابة له. تميل العديد من المناهج متعددة التخصصات للذكاء (مثل العلوم المعرفية والذكاء الحسابي واتخاذ القرارات) إلى التأكيد على الحاجة إلى النظر في سمات إضافية مثل الخيال (التي يتم اعتبارها القدرة على تكوين صور ومفاهيم عقلية لم تتم برمجتها) والاستقلال الذاتي. توجد أنظمة قائمة على الكمبيوتر تظهر الكثير من هذه القدرات (على سبيل المثال، انظر: الإبداع الحسابي، التفكير المنطقي، نظام دعم القرار، الروبوت، الحساب التطوري، العامل الذكي)، ولكن ليس على المستويات البشرية بعد

### اختبارات لتأكيد AGI على المستوى البشري

#### اختبارتورينغ(تورينج)
يقوم كل من الآلة والإنسان على عكس الرؤية غير المرئية مع إنسان آخر، والذي يجب عليه تقييم أي منهما هو الجهاز، الذي يجتاز الاختبار إذا كان بإمكانه أن يخدع المقيِّم جزءًا كبيرًا من الوقت. ملاحظة: لا يصف تورينغ ما الذي يجب أن يوصف بأنه ذكاء، فقط أن معرفة أنه جهاز يجب أن يستبعده.

#### اختبارالقهوة(وزنياك)
يلزم وجود آلة لدخول منزل أمريكي متوسط ومعرفة كيفية صنع القهوة: ابحث عن ماكينة القهوة، ابحث عن القهوة، أضف الماء، ابحث عن القدح، وقم بتناول القهوة عن طريق الضغط على الأزرار المناسبة.

#### اختبار طالب كلية روبوت (جورتزل)
تسجل الآلة في إحدى الجامعات، وتحصل على نفس الصفوف التي يجذبها البشر، وتمنحها، وتحصل على شهادة.

#### اختبار التوظيف (نيلسون)
تعمل الماكينة في وظيفة مهمة اقتصاديًا، تؤدي أداءً جيدًا على الأقل في نفس الوظيفة.

#### اختبار حزمة الأثاث المسطحة (Tony Severyns)
هناك حاجة إلى آلة لتفكيك وتجميع قطعة من الأثاث معبأة مسطحة. يجب أن تقرأ التعليمات وتجميع العنصر كما هو موضح، وتثبيت جميع التركيبات بشكل صحيح.

#### اختبار المرآة (تنوير زواد)
يجب أن يميز الجهاز بين الشيء الحقيقي وصوره المنعكس عن المرآة.

### اختبارات الذكاء AGI
أجرى باحثون صينيون فينج لو ويونج شي ويانج لو اختبارات ذكاء في صيف عام 2017 باستخدام الذكاء الاصطناعى الضعيف المتاح للجمهور والذي يمكن الوصول إليه بحرية مثل جوجل أوسيري في أبل وغيرها. كحد أقصى، وصلت قيمة الذكاء الاصطناعى هذه إلى حوالي 47، وهو ما يقارب طفل عمره ست سنوات في الصف الأول. البالغ يصل إلى حوالي 100 في المتوسط. في عام 2014، تم إجراء اختبارات مماثلة حيث بلغت قيمة الذكاء الاصطناعي الحد الأقصى 27.

### مشاكل تتطلب AGI للحل
تُعرف المشكلات الأكثر صعوبة لأجهزة الكمبيوتر بشكل غير رسمي باسم "AI-Complete" «المعقد» أو "AI-hard" «الصعب»، مما يعني أن حلها يعادل القدرة العامة للذكاء البشري، أو الذكاء الاصطناعى القوي، بما يتجاوز قدرات الخوارزمية الخاصة بالأغراض.
من المفترض أن تتضمن المشاكل التي تكمل الذكاء الاصطناعي رؤية الكمبيوتر العامة وفهم اللغة الطبيعية والتعامل مع الظروف غير المتوقعة مع حل أي مشكلة في العالم الحقيقي.
لا يمكن حل مشاكل AI-Complete باستخدام تكنولوجيا الكمبيوتر الحالية وحدها، كما تتطلب أيضًا حسابًا بشريًا. قد تكون هذه الخاصية مفيدة، على سبيل المثال، لاختبار وجود البشر، كما يهدف اختبار CAPTCHA؛ ولأمن الكمبيوتر لصد هجمات القوة الغاشمة.

### الذكاء الصناعي الكلاكسي
بدأت أبحاث الذكاء الاصطناعى الحديثة في منتصف الخمسينيات. كان الجيل الأول من الباحثين في الذكاء الأصطناعي مقتنعين بأن الذكاء العام الاصطناعي كان ممكنًا وأنه سيكون موجودًا في غضون بضعة عقود. وكما كتب رائد الذكاء الصناعي هيربرت أ. سيمون في عام 1965: «ستكون الآلات قادرة، في غضون عشرين عامًا، على القيام بأي عمل يمكن أن يقوم به الرجل.»، الذي جسد ما اعتقد باحثو الذكاء الاصطناعى أنه يمكنهم صنعه بحلول عام 2001. كان رائد الذكاء الاصطناعى مارفن مينسكى مستشارًا في مشروع جعل HAL 9000 واقعيًا قدر الإمكان وفقًا لتوقعات الإجماع في ذلك الوقت؛ يقتبس كريفيه من قوله حول هذا الموضوع في عام 1967، «خلال جيل... مشكلة إيجاد» ذكاء اصطناعي «سيتم حلها إلى حد كبير،» على الرغم من أن مينسكى ذكر أنه تم اقتباسه بشكل خاطئ.
ومع ذلك، في أوائل سبعينيات القرن الماضي، أصبح من الواضح أن الباحثين قد قللوا بشكل كبير من صعوبة المشروع. أصبحت وكالات التمويل متشككة في AGI وتضع الباحثين تحت ضغط متزايد لإنتاج «الذكاء الأصطناعي التطبيقي» المفيدة. مع بداية الثمانينيات، أحيا مشروع كمبيوتر الجيل الخامس في اليابان الاهتمام بـ AGI، حيث حدد جدولًا زمنيًا مدته عشر سنوات شمل أهداف AGI مثل «الاستمرار في محادثة عادية». استجابة لهذا ونجاح النظم الخبيرة، ضخ كل من الصناعة والحكومة الأموال إلى الحقل. ومع ذلك، فقد انهارت الثقة في الذكاء الاصطناعى بشكل مذهل في أواخر الثمانينات، ولم تتحقق أهداف مشروع الجيل الخامس للكمبيوتر. للمرة الثانية منذ 20 عامًا، أظهر الباحثون في منظمة العفو الدولية الذين توقعوا الإنجاز الوشيك لـ AGI أنهم مخطئون بشكل أساسي. بحلول التسعينيات، اكتسب باحثو الذكاء الاصطناعى سمعة طيبة لقيامهم بالوعود الوهمية. أصبحوا مترددين في عمل تنبؤات على الإطلاق ولتجنب أي ذكر للذكاء الاصطناعي «للمستوى البشري» خوفًا من أن يُطلق عليهم «حالم [الأعين البرية].»

### ابحاث الذكاء الصناعي الحاليه
في التسعينيات وأوائل القرن الحادي والعشرين، حقق التيار الرئيسي للذكاء الصناعي نجاحًا تجاريًا أكبر واحترامًا أكاديميًا من خلال التركيز على مشاكل فرعية محددة حيث يمكن أن تنتج نتائج يمكن التحقق منها وتطبيقات تجارية، مثل الشبكات العصبية الاصطناعية أو رؤية الكمبيوتر أو استخراج البيانات.تُستخدم الآن أنظمة «AI التطبيقية» هذه على نطاق واسع في جميع أنحاء صناعة التكنولوجيا، ويتم تمويل الأبحاث في هذا السياق بشكل كبير في الأوساط الأكاديمية والصناعية. حاليا، يعتبر التطوير في هذا المجال اتجاها ناشئا، ومن المتوقع أن تحدث مرحلة ناضجة في أكثر من 10 سنوات.
يأمل معظم الباحثين الرئيسيين في الذكاء الاصطناعى أن يتم تطوير الذكاء الاصطناعى القوي من خلال الجمع بين البرامج التي تحل المشكلات الفرعية المختلفة باستخدام بنية وكيل متكاملة، أو بنية معرفية أو بنية فرعية. كتب هانز مورافيك في عام 1988:
"أنا واثق من أن هذا الطريق من الأسفل إلى الأعلى للذكاء الاصطناعي سوف يفي في يوم من الأيام بالطريق التقليدي من أعلى إلى أسفل بأكثر من نصف الطريق، وعلى استعداد لتوفير الكفاءة العالمية الحقيقية والمعرفة المنطقية التي كانت مراوغة بشكل محبط للغاية في برامج التفكير. الآلات الذكية سوف تنتج عندما يكون الدافع الذهبي المجازي هو الذي يوحد الجهود.
ومع ذلك، حتى هذه الفلسفة الأساسية كانت موضع خلاف؛ على سبيل المثال، اختتم ستيفان هارناد من جامعة برينستون مقالته عام 1990 حول فرضية تأريض الرمز من خلال:
«تم التعبير عن التوقع غالبًا أن النهج» الرمزية «من الأعلى إلى الأسفل» لنمذجة الإدراك ستقابل بطريقة أو بأخرى النهج (الحسية) في مكان ما بينهما. إذا كانت الاعتبارات الأساسية الواردة في هذه الورقة صالحة، فسيكون هذا التوقع وحدات نمطية ميؤوس منها ولا يوجد سوى طريق واحد قابل للحياة من الإحساس إلى الرموز: من الألف إلى الياء. لن يتم الوصول إلى المستوى الرمزي الحر مثل مستوى البرنامج لجهاز الكمبيوتر عن طريق هذا المسار (أو العكس) - ولا هو واضح لماذا يجب علينا حتى محاولة الوصول إلى هذا المستوى، لأنه يبدو كما لو أن الوصول إلى هذا المستوى سيكون مجرد اقتلاع رموزنا من معانيها الجوهرية (وبالتالي مجرد اختزال أنفسنا إلى المكافئ الوظيفي لجهاز الكمبيوتر القابل للبرمجة).

### بحوث الذكاء العام الاصطناعي
يصف الذكاء العام الاصطناعي (AGI) الأبحاث التي تهدف إلى إنشاء آلات قادرة على العمل الذكي العام. تم استخدام المصطلح في وقت مبكر من عام 1997، من قبل مارك غبرود في مناقشة الآثار المترتبة على الإنتاج والعمليات العسكرية مؤتمتة بالكامل. تمت إعادة تعريف المصطلح وتعميمه من قِبل شين ليج وبن غورزيل في حوالي عام 2002. الهدف البحثي أقدم من ذلك بكثير، على سبيل المثال مشروع دوغ لينات Cyc (الذي بدأ عام 1984)، ويعتبر مشروع ألن نيويلز سوار ضمن نطاق AGI. تم وصف النشاط البحثي لـ AGI في عام 2006 من قِبل باي وينج وبن جورتزل بأنه «ينتج منشورات ونتائج أولية». تم تنظيم أول مدرسة صيفية في AGI في شيامن، الصين في عام 2009 من قبل مختبر الدماغ الاصطناعي بجامعة شيامن واوبنكوج. تم تقديم أول دورة جامعية في عامي 2010 و2011 في جامعة بلوفديف، بلغاريا من قبل تودور أرنودوف. قدم معهد ماساتشوستس للتكنولوجيا دورة في AGI في عام 2018، نظمتها ليكس فريدمان وتضم عددًا من المحاضرين الضيوف. ومع ذلك، حتى الآن، لم يكرس معظم الباحثين في الذكاء الاصطناعى سوى القليل من الاهتمام ل AGI، حيث يزعم البعض أن الذكاء معقد للغاية بحيث لا يمكن تكراره بالكامل على المدى القريب. ومع ذلك، هناك عدد صغير من علماء الكمبيوتر ينشطون في أبحاث AGI، ويساهم الكثير من هذه المجموعة في سلسلة من مؤتمرات AGI. البحث متنوع للغاية وغالبا ما يكون رائدا في الطبيعة. في مقدمة كتابه، يقول غورزيل أن تقديرات الوقت اللازم قبل بناء AGI مرنة حقًا تختلف من 10 سنوات إلى أكثر من قرن، لكن الإجماع في مجتمع أبحاث AGI يبدو أن الجدول الزمني الذي ناقشته راي كورزويل في التفرد قريب (أي بين عامي 2015 و2045) أمر معقول.

## قوة المعالجة اللازمة لمحاكاة الدماغ

### محاكاة الدماغ كله

تقديرات مقدار القوه المعالجه اللازمه لمحاكاة العقل البشري علي مختلف المستويات

النهج الشائع الذي نوقش لتحقيق عمل ذكي عام هو محاكاة الدماغ بالكامل. تم تصميم نموذج دماغ منخفض المستوى عن طريق مسح ورسم خرائط لعقل بيولوجي بالتفصيل ونسخ حالته إلى نظام كمبيوتر أو جهاز حسابي آخر. يدير الكمبيوتر نموذج محاكاة وفيا للأصل بحيث يتصرف بشكل أساسي بنفس الطريقة التي يعمل بها الدماغ الأصلي، أو لجميع الأغراض العملية، دون تمييز. وتناقش محاكاة الدماغ كله في علم الأعصاب الحسابي والمعلوماتية العصبية، في سياق محاكاة الدماغ لأغراض البحث الطبي. تمت مناقشته في أبحاث الذكاء الاصطناعي كطريقة لتقوية الذكاء الاصطناعي القوي. تتحسن تقنيات التصوير العصبي التي يمكن أن توفر الفهم التفصيلي الضروري بشكل سريع، ويتوقع المستقبلي راي كورزويل في كتاب التفرد قريب أن تتوفر خريطة للجودة الكافية على نطاق زمني مماثل لقوة الحوسبة المطلوبة.

### التقديرات المبكرة
من أجل محاكاة المخ منخفضة المستوى، ستكون هناك حاجة إلى جهاز كمبيوتر قوي للغاية. الدماغ البشري لديه عدد كبير من نقاط الاشتباك العصبي. كل من الخلايا العصبية 1011 (مائة مليار) لديها في المتوسط 7000 وصلات متشابك مع الخلايا العصبية الأخرى. تشير التقديرات إلى أن دماغ طفل يبلغ من العمر ثلاث سنوات لديه حوالي 1015 نقطة تشابك (1 كوادريليون). هذا الرقم يتراجع مع تقدم العمر، ويستقر عند البلوغ. تختلف التقديرات للبالغين، وتتراوح من 1014 إلى 5 × 1014 نقاط تشابك (100 إلى 500 تريليون). هناك تقدير لقدرة الدماغ على المعالجة، استنادًا إلى نموذج التبديل البسيط لنشاط الخلايا العصبية، وهو حوالي 1014 (100 تريليون) تحديث متشابك في الثانية في عام 1997، نظر كورزويل في تقديرات مختلفة للأجهزة اللازمة لمساواة الدماغ البشري واعتمد رقمًا 1016 حسابًا في الثانية (على سبيل المقارنة، إذا كان «الحساب» مكافئًا لـ «عملية الفاصلة العائمة» - مقياس يستخدم لتصنيف أجهزة الكمبيوتر العملاقة الحالية - فإن 1016 «حساب» ستكون معادلة لـ 10 petaFLOPS، تم تحقيقها في 2011). لقد استخدم هذا الرقم للتنبؤ بأن الأجهزة اللازمة ستكون متاحة في وقت ما بين عامي 2015 و2025، إذا استمر النمو الهائل في طاقة الكمبيوتر في وقت كتابة هذا التقرير.

### نمذجة الخلايا العصبية بمزيد من التفصيل
موذج الخلايا العصبية الاصطناعية الذي افترضه كورزويل والذي يستخدم في العديد من تطبيقات الشبكة العصبية الاصطناعية الحالية بسيط مقارنة بالخلايا العصبية البيولوجية. من المحتمل أن تضطر محاكاة الدماغ إلى التقاط السلوك الخلوي المفصل للخلايا العصبية البيولوجية، والتي لا يتم فهمها حاليًا إلا في أوسع الخطوط العريضة. تتطلب النفقات العامة المقدمة من خلال النمذجة الكاملة للتفاصيل البيولوجية والكيميائية والفيزيائية للسلوك العصبي (خاصة على المستوى الجزيئي) قوى حسابية عدة أوامر بحجم أكبر من تقدير كورزويل. بالإضافة إلى ذلك، لا تفسر التقديرات الخلايا الدبقية، التي لا يقل عددها عن الخلايا العصبية، والتي قد تفوق عدد الخلايا العصبية بمقدار 10: 1، ومن المعروف الآن أنها تلعب دوراً في العمليات الإدراكية.

### البحث الحالي
هناك بعض المشروعات البحثية التي تحقق في محاكاة الدماغ باستخدام نماذج عصبية أكثر تطوراً، يتم تنفيذها على بنيات الحوسبة التقليدية. نفذ مشروع نظام الذكاء الاصطناعي عمليات محاكاة غير حقيقية لـ «دماغ» (مع 10 11 خلية عصبية) في عام 2005. استغرق الأمر 50 يومًا على مجموعة من 27 معالجات لمحاكاة ثانية واحدة من نموذج. استخدم مشروع بلو برين واحدة من أسرع بنيات الحواسيب العملاقة في العالم، منصة بلو جين التابعة لشركة آي بي إم، لإنشاء محاكاة في الوقت الحقيقي لعمود قشري وحيد الفئران يتكون من حوالي 10,000 خلية عصبية و 10 8 نقاط ربط في عام 2006. الهدف طويل المدى هو بناء محاكاة وظيفية مفصلة للعمليات الفسيولوجية في الدماغ البشري: «ليس من المستحيل بناء دماغ بشري ويمكننا القيام بذلك في غضون 10 سنوات»، هنري ماركرام، مدير الأزرق قال مشروع الدماغ في عام 2009 في مؤتمر تيد في أكسفورد. كما كانت هناك ادعاءات مثيرة للجدل بمحاكاة دماغ القط. وقد تم اقتراح واجهات السيليكون العصبي كاستراتيجية تنفيذ بديلة قد تتوسع بشكل أفضل.
تناول هانز مورافيك الحجج المذكورة أعلاه («العقول أكثر تعقيدًا»، و«يجب على الخلايا العصبية أن تُصاغ بمزيد من التفصيل») في بحثه عام 1997 «متى سوف تتطابق أجهزة الكمبيوتر مع الدماغ البشري؟».
قام بقياس قدرة البرنامج الحالي على محاكاة وظائف الأنسجة العصبية، وخاصة شبكية العين. لا تعتمد نتائجه على عدد الخلايا الدبقية، ولا على أنواع الخلايا العصبية المعالجة التي تؤدي فيها.
تم استكشاف التعقيد الفعلي لنمذجة الخلايا العصبية البيولوجية في مشروع OpenWorm الذي كان يهدف إلى محاكاة كاملة للديدان التي تحتوي فقط على 302 خلية عصبية في شبكتها العصبية (من بين حوالي 1000 خلية في المجموع). تم توثيق الشبكة العصبية للحيوان جيدًا قبل بدء المشروع. ومع ذلك، على الرغم من أن المهمة كانت بسيطة في البداية، فإن النماذج القائمة على شبكة عصبية عامة لم تنجح. تتركز الجهود حاليًا على مضاهاة دقيقة للخلايا العصبية البيولوجية (جزئيًا على المستوى الجزيئي)، لكن النتيجة لا يمكن أن تُسمى النجاح التام بعد. حتى إذا كان عدد المشكلات التي يتعين حلها في نموذج على نطاق الدماغ البشري لا يتناسب مع عدد الخلايا العصبية، فإن حجم العمل على هذا المسار واضح.

### انتقادات النهج القائمة على المحاكاة
ينتقد النقد الأساسي لنهج الدماغ المحاكاة من الإدراك المجسّد حيث يتم تجسيد الإنسان كجانب أساسي في الذكاء البشري. يعتقد العديد من الباحثين أن تجسيد ضروري لمعنى الأرض. إذا كانت هذه النظرة صحيحة، فسوف يحتاج أي نموذج دماغي كامل الوظائف إلى أن يشمل أكثر من مجرد الخلايا العصبية (أي الجسم الآلي). يقترح جورتزيل تجسيدًا افتراضيًا (مثل Second Life)، لكن لم يُعرف بعد ما إذا كان هذا سيكون كافيًا.
أجهزة الكمبيوتر المكتبية التي تستخدم معالجات دقيقة قادرة على أكثر من 10 9 سنت في الثانية (وحدة كورزويل غير القياسية «حسابات في الثانية»، انظر أعلاه) متاحة منذ عام 2005. ووفقًا لتقديرات قدرة الدماغ المستخدمة من قبل كورزويل (و مورافيك)، يجب أن يكون هذا الكمبيوتر قادر على دعم محاكاة دماغ النحل، ولكن على الرغم من بعض الاهتمام لا توجد مثل هذه المحاكاة. هناك على الاقل ثلاثة اسباب لحدوث ذلك:
- أولاً، يبدو أن نموذج الخلايا العصبية مبالغ فيه (انظر القسم التالي).
- ثانياً، لا يوجد فهم كاف للعمليات المعرفية العليا لتحديد بدقة ما يرتبط به نشاط الدماغ العصبي، الذي لوحظ باستخدام تقنيات مثل التصوير بالرنين المغناطيسي الوظيفي .
- ثالثًا، حتى إذا كان فهمنا للتقدم المعرفي بشكل كافٍ، فمن المحتمل أن تكون برامج المحاكاة المبكرة غير فعالة للغاية، وبالتالي ستحتاج إلى مزيد من الأجهزة.
- رابعًا، قد لا يكون عقل الكائن الحي حرجًا مناسبًا للنموذج المعرفي، رغم أنه حرج. لمحاكاة دماغ النحل، قد يكون من الضروري محاكاة الجسم والبيئة. تقومأطروحة العقل الموسع بإضفاء الطابع الرسمي على المفهوم الفلسفي، وقد أظهرت الأبحاث في رأسيات الأرجل أمثلة واضحة على نظام لامركزي.

بالإضافة إلى ذلك، فإن حجم الدماغ البشري ليس مقيدًا جيدًا في الوقت الحالي. أحد التقديرات يضع الدماغ البشري في حوالي 100 مليار خلية عصبية و 100 تريليون من نقاط الاشتباك العصبي. وهناك تقدير آخر هو 86 مليار خلية عصبية، منها 16.3 مليار في القشرة الدماغية و 69 مليار في المخيخ.الخلايا العصبية اللولبية للخلايا العصبية غير محددة في الوقت الحالي ولكن من المعروف أنها كثيرة للغاية.

## بحوث الوعي الصناعي
على الرغم من أن دور الوعي في AI / AGI القوي أمر قابل للنقاش، إلا أن العديد من الباحثين في AGI يعتبرون البحث الذي يبحث في إمكانيات تنفيذ الوعي أمرًا حيويًا. في محاولة مبكرة جادل إيغور ألكسندر بأن مبادئ إنشاء آلة واعية موجودة بالفعل ولكن الأمر سيستغرق أربعين عامًا لتدريب مثل هذه الآلة لفهم اللغة .

## العلاقة بـ «الذكاء الاصطناعى القوى»
في عام 1980، صاغ الفيلسوف جون سيرل مصطلح «الذكاء الاصطناعى القوي» كجزء من حجة الغرفة الصينية.أراد التمييز بين فرضيتين مختلفتين حول الذكاء الاصطناعي:
- نظام الذكاء الاصطناعي يمكنه التفكير والتفكير. (كلمة «العقل» لها معنى محدد للفلاسفة، كما هو مستخدم في «مشكلة الجسم العقلي» أو «فلسفة العقل».)
- يستطيع نظام الذكاء الاصطناعي (فقط) التصرف كما يعتقد وله عقل.

يسمى الأول «فرضية الذكاء الاصطناعي القوية» والثاني هو «فرضية الذكاء الاصطناعى الضعيفة» لأن أولها يجعل العبارة الأقوى: إنها تفترض أن شيئًا خاصًا قد حدث للجهاز يتجاوز كل قدراته التي يمكننا اختبارها. أشار سيرل إلى «فرضية الذكاء الاصطناعي القوية» باسم «الذكاء الاصطناعي القوي». هذا الاستخدام شائع أيضًا في البحوث الأكاديمية والكتب المدرسية.
فرضية الذكاء الاصطناعي الضعيفة تعادل فرضية أن الذكاء العام الاصطناعي ممكن. وفقًا لروسل ونورفيغ، «يعتبر معظم الباحثين في منظمة العفو الدولية فرضية الذكاء الاصطناعي الضعيفة أمراً مفروغًا منه، ولا يهتمون بفرضية الذكاء الاصطناعي القوية.»
على النقيض من سيرل، يستخدم كورزويل مصطلح «الذكاء الاصطناعي القوي» لوصف أي نظام ذكاء اصطناعي يتصرف مثله لديه عقل، بغض النظر عما إذا كان الفيلسوف قادرًا على تحديد ما إذا كان لديه بالفعل العقل أم لا.

## تفسيرات محتملة للتقدم البطيء لأبحاث الذكاء الاصطناعى
منذ إطلاق أبحاث الذكاء الاصطناعى في عام 1956، تباطأ نمو هذا المجال مع مرور الوقت وأوقف تحقيق أهداف إنشاء آلات ماهرة بمفعول ذكي على المستوى الإنساني. أحد التفسيرات المحتملة لهذا التأخير هو أن أجهزة الكمبيوتر تفتقر إلى نطاق كافي من الذاكرة أو قوة المعالجة. بالإضافة إلى ذلك، قد يحد مستوى التعقيد الذي يرتبط بعملية بحث الذكاء الاصطناعى أيضًا من تقدم أبحاث الذكاء الاصطناعى.
بينما يعتقد معظم الباحثين في الذكاء الاصطناعى أنه يمكن تحقيق الذكاء الاصطناعى القوي في المستقبل، هناك بعض الأفراد مثل هوبرت دريفوس وروجر بنروز الذين ينكرون إمكانية تحقيق الذكاء الاصطناعى القوي.كان جون مكارثي أحد علماء الكمبيوتر المختلفين الذين يعتقدون أن الذكاء الاصطناعي على مستوى الإنسان سيتم تحقيقه، لكن لا يمكن التنبؤ بدقة بالموعد.
القيود المفاهيمية هي سبب آخر محتمل للبطء في أبحاث الذكاء الاصطناعى.قد يحتاج باحثو الذكاء الاصطناعى إلى تعديل الإطار المفاهيمي لانضباطهم من أجل توفير قاعدة ومساهمة أقوى في السعي لتحقيق الذكاء الاصطناعى القوي. كما كتب ويليام كلوكسين في عام 2003: «يبدأ الإطار من ملاحظة ويزنباوم بأن الذكاء يظهر فقط فيما يتعلق بسياقات اجتماعية وثقافية محددة».
علاوة على ذلك، تمكن باحثو الذكاء الاصطناعى من إنشاء أجهزة كمبيوتر يمكنها أداء وظائف معقدة للناس، ولكن على العكس من ذلك ناضلوا من أجل تطوير جهاز كمبيوتر قادر على القيام بمهام بسيطة يمكن للبشر القيام بها (مفارقة مورافيك) المشكلة التي وصفها ديفيد جيليرنتر هي أن بعض الناس يفترضون أن التفكير والتفكير متكافئان. ومع ذلك، فإن فكرة ما إذا كانت الأفكار ومبدع تلك الأفكار معزولة بشكل فردي قد أثار اهتمام الباحثين في الذكاء الاصطناعي.
المشاكل التي واجهتها أبحاث الذكاء الاصطناعى على مدار العقود الماضية أعاقت تقدم الذكاء الاصطناعى. ساعدت التنبؤات الفاشلة التي وعد بها باحثو الذكاء الاصطناعى وعدم وجود فهم كامل للسلوكيات البشرية على تقليص الفكرة الأساسية عن الذكاء الاصطناعي على مستوى الإنسان.على الرغم من أن التقدم المحرز في أبحاث الذكاء الاصطناعى قد جلب كل من التحسن وخيبة الأمل، إلا أن معظم الباحثين أبدوا تفاؤلاً بشأن إمكانية تحقيق هدف الذكاء الاصطناعي في القرن الحادي والعشرين.
تم اقتراح أسباب أخرى محتملة للبحث الطويل في تقدم الذكاء الاصطناعى القوي. أدى تعقيد المشكلات العلمية والحاجة إلى فهم الدماغ البشري تمامًا من خلال علم النفس والفيزيولوجيا العصبية إلى قصر الكثير من الباحثين على محاكاة وظيفة الدماغ البشري في أجهزة الكمبيوتر. يميل العديد من الباحثين إلى التقليل من شأن أي شك يتعلق بالتنبؤات المستقبلية للذكاء الاصطناعى، ولكن دون أخذ هذه القضايا على محمل الجد، يمكن للناس بعد ذلك التغاضي عن حلول للأسئلة الإشكالية.
يقول كلوكسن أن القيد المفاهيمي الذي قد يعيق تقدم أبحاث الذكاء الاصطناعى هو أن الناس ربما يستخدمون التقنيات الخاطئة لبرامج الكمبيوتر وتنفيذ المعدات. عندما بدأ باحثو الذكاء الاصطناعى لأول مرة في تحقيق هدف الذكاء الاصطناعي، كان الاهتمام الرئيسي هو التفكير البشري. يأمل الباحثون في إنشاء نماذج حسابية للمعرفة الإنسانية من خلال التفكير ومعرفة كيفية تصميم جهاز كمبيوتر بمهمة إدراكية محددة.
ممارسة التجريد، والتي يميل الناس إلى إعادة تعريفها عند العمل في سياق معين في البحث، توفر للباحثين تركيزًا على بضعة مفاهيم فقط.الاستخدام الأكثر إنتاجية للتجريد في أبحاث الذكاء الاصطناعي يأتي من التخطيط وحل المشكلات. على الرغم من أن الهدف من ذلك هو زيادة سرعة الحساب، فإن دور التجريد طرح أسئلة حول تورط مشغلي التجريد.
السبب المحتمل للبطء في الذكاء الاصطناعى يتعلق باعتراف العديد من الباحثين في الذكاء الاصطناعى أن الإستدلال هو قسم يحتوي على خرق كبير بين أداء الكمبيوتر والأداء البشري.
```
قد تكون الوظائف المحددة المبرمجة على 
جهاز كمبيوتر
 قادرة على حساب العديد من المتطلبات التي تسمح له بمطابقة 
ذكاء
 
الإنسان
. هذه التفسيرات ليست مضمونة بالضرورة لتكون الأسباب الأساسية للتأخير في تحقيق 
الذكاء الاصطناعى
 القوي، لكن يتفق عليها العديد من الباحثين على نطاق واسع.
```

كان هناك العديد من الباحثين في الذكاء الاصطناعى يناقشون فكرة ما إذا كان يجب إنشاء آلات بعواطف. لا توجد أي عواطف في النماذج النموذجية للذكاء الاصطناعى، ويقول بعض الباحثين إن برمجة العواطف في الآلات تسمح لهم بأن يكون لديهم عقل خاص بهم.يلخص العاطفة تجارب البشر لأنه يسمح لهم بتذكر تلك التجارب. كتب دفيد جلينتر، «لن يكون هناك كمبيوتر مبدع ما لم يكن بإمكانه محاكاة جميع الفروق الدقيقة في المشاعر الإنسانية.» وقد أثار هذا القلق بشأن العاطفة مشاكل للباحثين في الذكاء الاصطناعى ويتصل بمفهوم الذكاء الاصطناعى القوي مع تقدم أبحاثه إلى المستقبل.

### وعي
هناك جوانب أخرى للعقل البشري إلى جانب الذكاء ذي الصلة بمفهوم الذكاء الاصطناعي القوي الذي يلعب دورًا رئيسيًا في الخيال العلمي وأخلاقيات الذكاء الاصطناعي:
- الوعي: أن يكون لديك خبرة ذاتية وفكر.
- إدراك الذات: أن تكون على دراية بنفسك كفرد منفصل، خاصة أن تكون على دراية بأفكار الفرد.
- المشاعر: القدرة على «الشعور» بالتصورات أو المشاعر الذاتية. العظمة: القدرة على الحكمة.

هذه السمات لها بعد أخلاقي، لأن الآلة التي لها هذا الشكل من الذكاء الاصطناعي القوي قد يكون لها حقوق قانونية، مماثلة لحقوق الحيوانات غير البشرية. أيضًا، يجادل بيل جوي، من بين أمور أخرى، بأن وجود آلة بهذه الصفات قد يشكل تهديدًا لحياة أو كرامة الإنسان. يبقى أن نوضح ما إذا كانت أي من هذه السمات ضرورية من أجل الذكاء الاصطناعي القوي. دور الوعي ليس واضحًا، ولا يوجد حاليًا اختبار متفق عليه لوجوده. إذا تم تصميم آلة بجهاز يحاكي الترابط العصبي للوعي، فهل سيكون لها الوعي الذاتي تلقائيًا؟ من الممكن أيضًا أن تظهر بعض هذه الخصائص، مثل الإحساس، بشكل طبيعي من آلة ذكية تمامًا، أو أنه من الطبيعي أن تنسب هذه الخصائص إلى الآلات بمجرد أن تبدأ في التصرف بطريقة ذكية بشكل واضح. على سبيل المثال، قد يكون الإجراء الذكي كافيًا للمشاعر، بدلاً من العكس. في الخيال العلمي، يرتبط AGI بسمات مثل الوعي، والوعي الذاتي التي لوحظت في الكائنات الحية. ومع ذلك، وفقًا للفيلسوف جون سيرل، فإن السؤال المفتوح هو ما إذا كان الذكاء العام يكفي للوعي. لا ينبغي الخلط بين «الذكاء الاصطناعى القوي» (كما هو موضح أعلاه من قبل راي كورزويل) مع «فرضية الذكاء الاصطناعى القوية» لدى سيرل. فرضية الذكاء الاصطناعى القوية هي الادعاء بأن الكمبيوتر الذي يتصرف بذكاء مثل الشخص يجب أن يكون له عقل وضمور بالضرورة. يشير AGI فقط إلى مقدار الذكاء الذي يعرضه الجهاز، مع أو بدون عقل.

### تهديد محتمل للوجود الإنساني
قد يكون لإنشاء الذكاء العام المصطنع تداعيات كبيرة ومعقدة لدرجة أنه قد لا يكون من الممكن التنبؤ بما سيحدث بعد ذلك. وبالتالي فإن الحدث في المستقبل الافتراضي لتحقيق الذكاء الاصطناعى القوي يسمى التفرد التكنولوجي، لأنه من الناحية النظرية لا يمكن للمرء أن يرى ماضيه. لكن هذا لم يمنع الفلاسفة والباحثين من تخمين ما يمكن أن تفعله أجهزة الكمبيوتر الذكية أو الروبوتات في المستقبل، بما في ذلك تشكيل يوتوبيا من خلال كوننا أصدقاء لنا أو تغلبنا في استيلاء على الذكاء الاصطناعى. الاحتمال الأخير مثير للقلق بشكل خاص لأنه يشكل خطراً على وجود البشرية.

#### آلات التكرار الذاتي
ستكون أجهزة الكمبيوتر الذكية أو الروبوتات قادرة على تصميم وإنتاج إصدارات محسّنة من نفسها.يمكن أن يتصور عدد متزايد من الرجال الآليين الأذكياء البشر الأقل شأنا في أسواق العمل، والأعمال التجارية، والعلوم، والسياسة (متابعة حقوق الإنسان الآلي)، والتكنولوجي، والسوسيولوجي (عن طريق العمل كواحد)، وعسكريا. حتى في الوقت الحاضر، تم بالفعل شغل العديد من الوظائف من قبل آلات ذكية زائفة مدعومة بضعف الذكاء الاصطناعي. على سبيل المثال، قامت روبوتات المنازل والرعاية الصحية والفنادق والمطاعم بأتمتة أجزاء كثيرة من حياتنا: تعمل برامج الروبوت الافتراضية على تحويل خدمة العملاء إلى خدمة ذاتية، ويتم استخدام تطبيقات البيانات الكبيرة AI لاستبدال مديري المحافظ، والروبوتات الاجتماعية مثل بيبر تستخدم لتحل محل الإنسان تحيات لغرض خدمة العملاء.

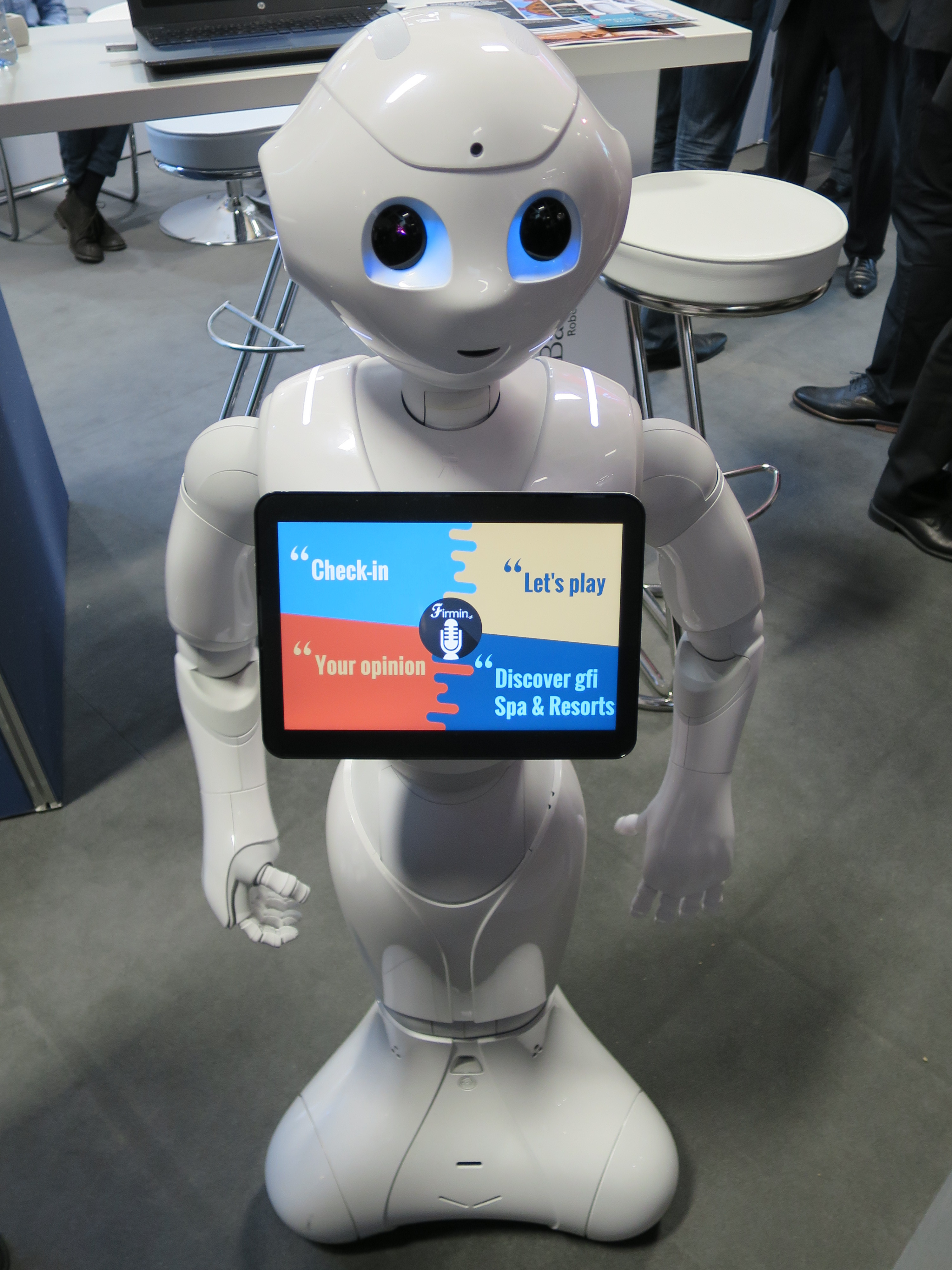
صورة الروبوت بيبر

#### الذكاء الخارق الناشئ
إذا أنتجت الأبحاث في الذكاء الاصطناعى القوي برمجيات ذكية بدرجة كافية، فستكون قادرة على إعادة برمجة وتحسين نفسها - وهي ميزة تسمى «التحسين الذاتي العودي». عندها سيكون الأمر أفضل في تحسين نفسه، ومن المحتمل أن يستمر في ذلك في دورة تتزايد بسرعة، مما يؤدي إلى انفجار استخباراتي وظهور ذكاء فائق. مثل هذه الذكاء لن يكون لها حدود في الفكر الإنساني، وقد تكون قادرة على اختراع أو اكتشاف أي شيء تقريبًا.
قد لا تقرر البرامج فائقة الذكاء بالضرورة دعم استمرار وجود الجنس البشري، وقد يكون من الصعب للغاية إيقافها. وقد بدأ هذا الموضوع أيضًا في الآونة الأخيرة في مناقشته في المنشورات الأكاديمية كمصدر حقيقي للمخاطر التي تهدد الحضارة والبشر وكوكب الأرض.
أحد الاقتراحات للتعامل مع هذا هو التأكد من أن الذكاء الاصطناعى الأول الذكي عمومًا هو الذكاء الاصطناعى الودود الذي يسعى بعد ذلك إلى التأكد من أن الذكاء الاصطناعى الذي تم تطويره لاحقًا كان لطيفًا أيضًا بالنسبة لنا. ولكن من الصعب إنشاء الذكاء الاصطناعى الودي أكثر من AGI العادي، وبالتالي فمن المحتمل، في سباق بين الاثنين، أن يتم تطوير الذكاء الاصطناعي غير الودود أولاً. أيضا، ليس هناك ما يضمن أن منظمة العفو الدولية الودية ستبقى ودية، أو أن ذريتها ستكون كلها جيدة.